# Бурижол
Бурижол (фр. Bourigeole) насеље је и општина у јужној Француској у региону Лангдок-Русијон, у департману Од која припада префектури Лиму.
По подацима из 2011. године у општини је живело 44 становника, а густина насељености је износила 4,85 становника/km². Општина се простире на површини од 9,08 km². Налази се на средњој надморској висини од 400 метара (максималној 711 m, а минималној 315 m).

## Демографија
| 1962. | 1968. | 1975. | 1982. | 1990. | 1999. | 2011. |
| ----- | ----- | ----- | ----- | ----- | ----- | ----- |
| 59    | 63    | 50    | 76    | 63    | 54    | 44    |

График промене броја становника у току последњих година